# Dolní Nová Ves
Dolní Nová Ves je část města Lázně Bělohrad v okrese Jičín. Nachází se na jihu Lázní Bělohrad, roztažená podél potoka Javorky. Prochází zde silnice II/501. V roce 2009 zde bylo evidováno 133 adres. V roce 2001 zde trvale žilo 330 obyvatel.
Dolní Nová Ves je také název katastrálního území o rozloze 3,09 km2.

## Další fotografie

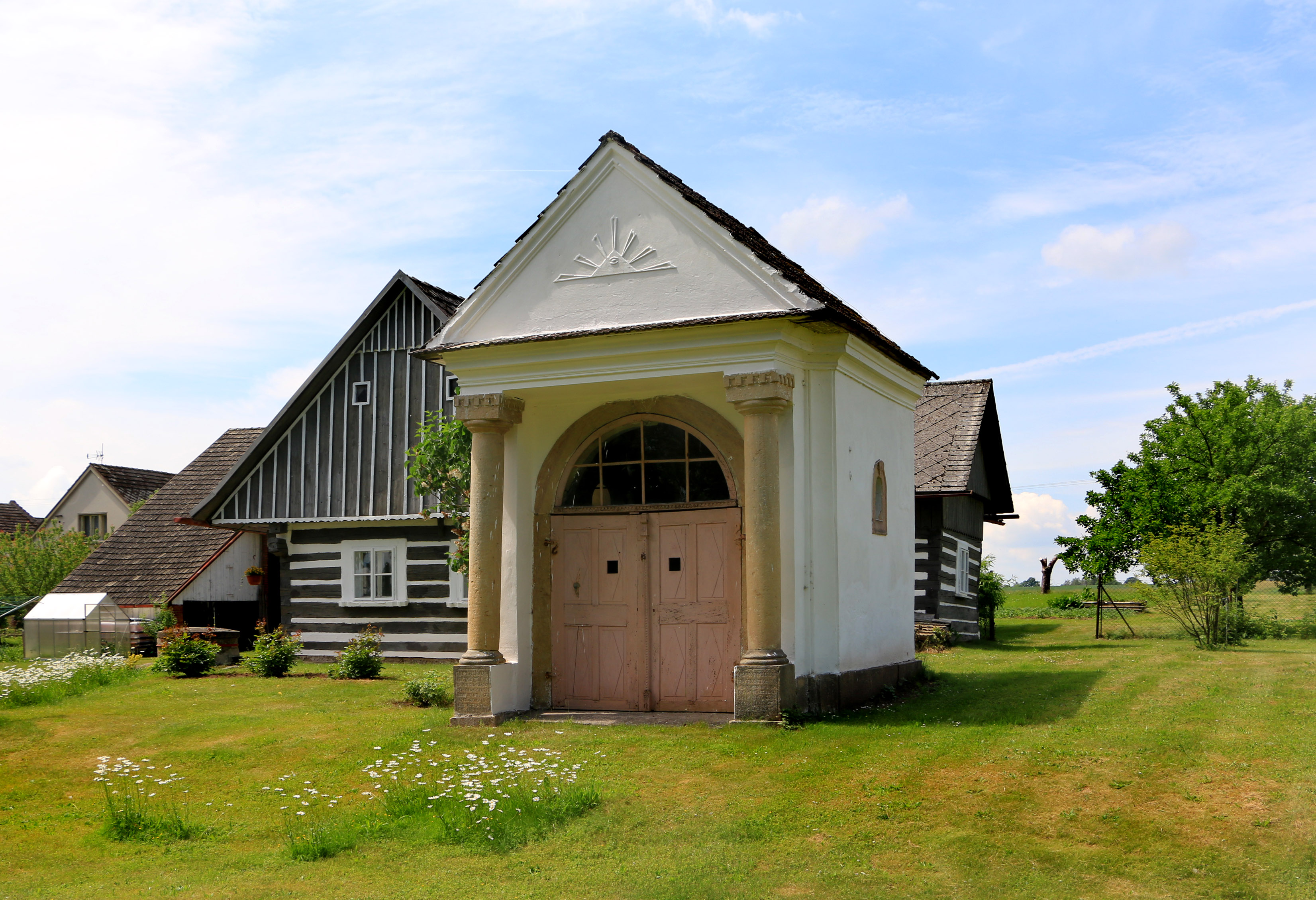
Kaple a roubenka
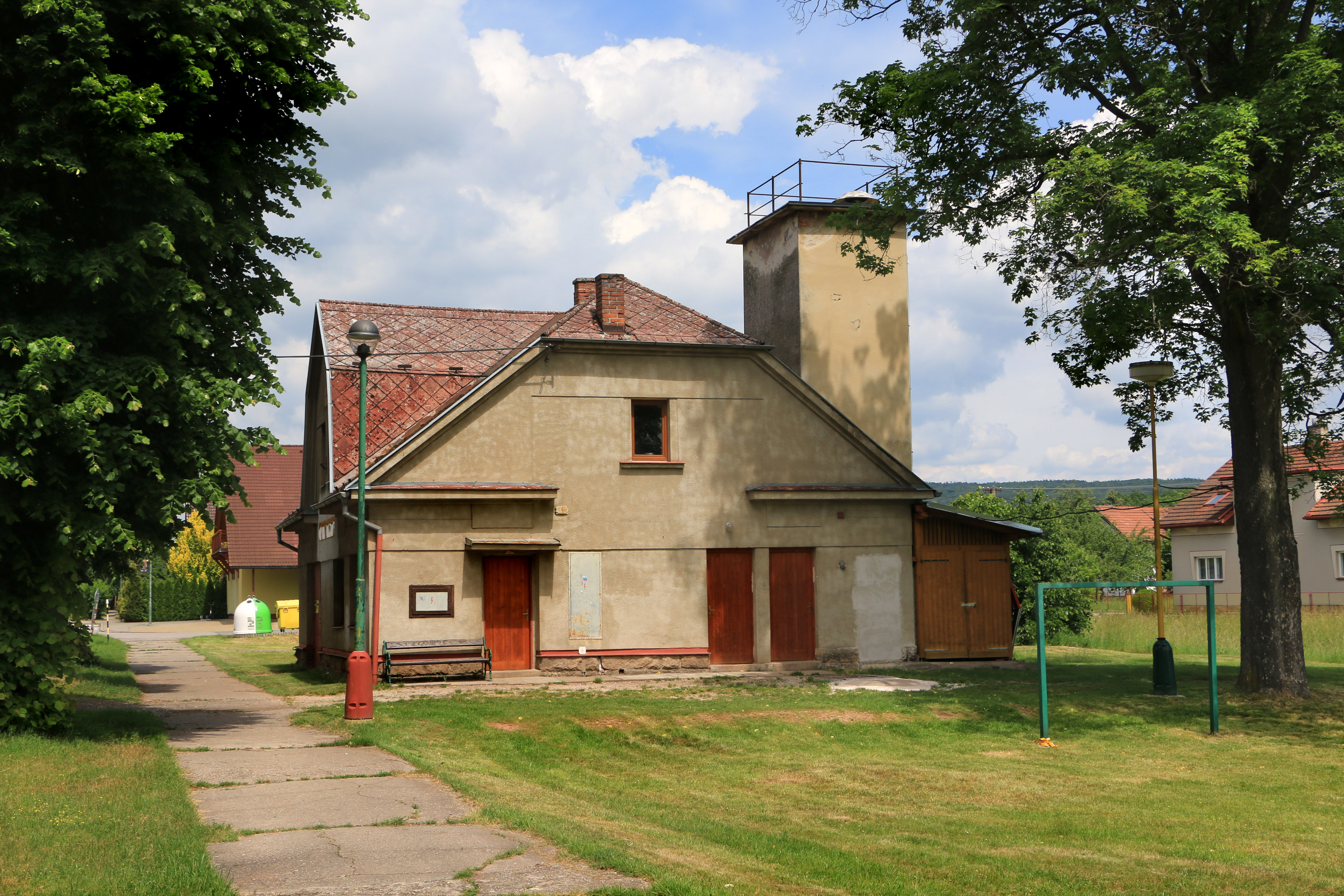
Hasičská zbrojnice
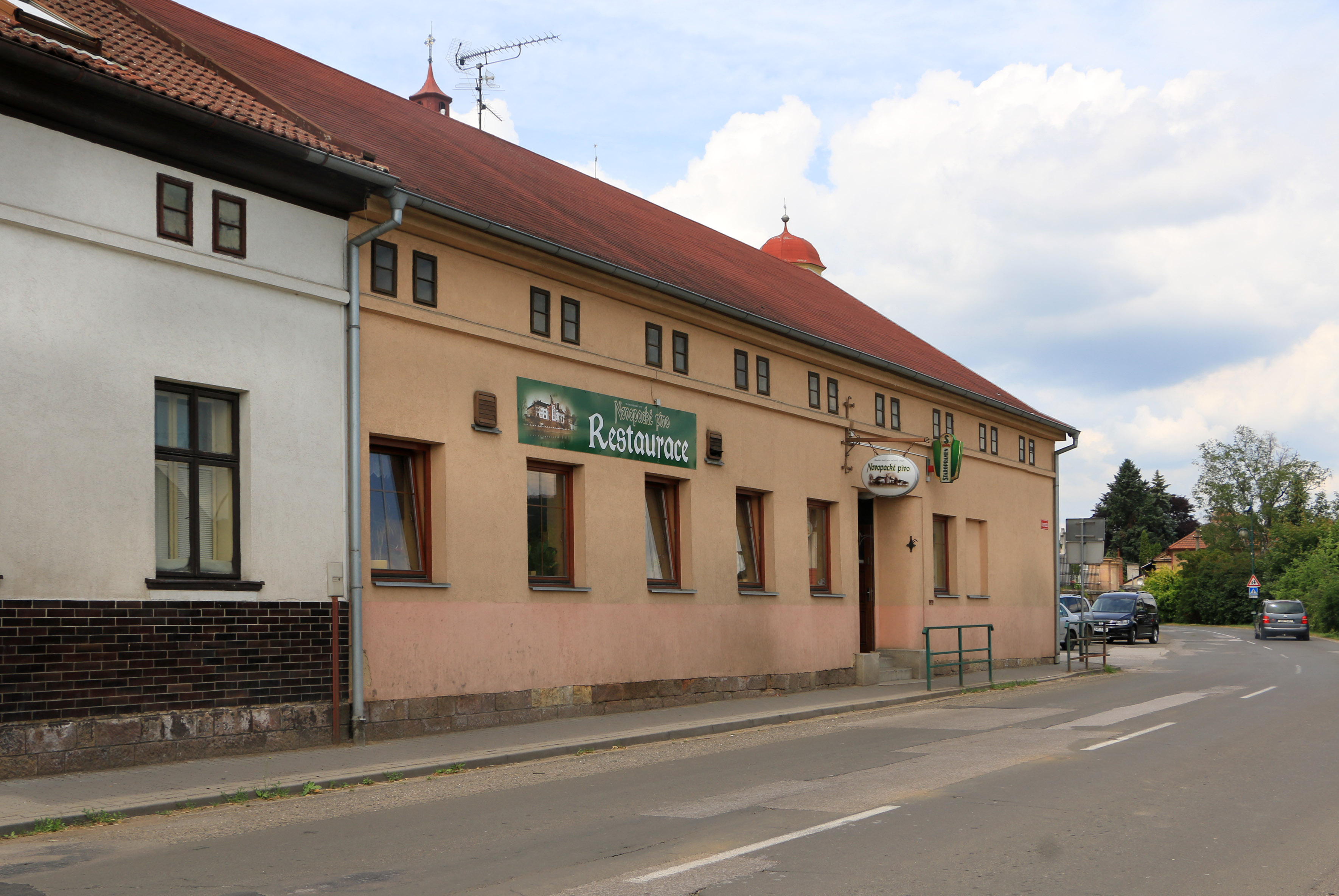
Restaurace na severu vesnice
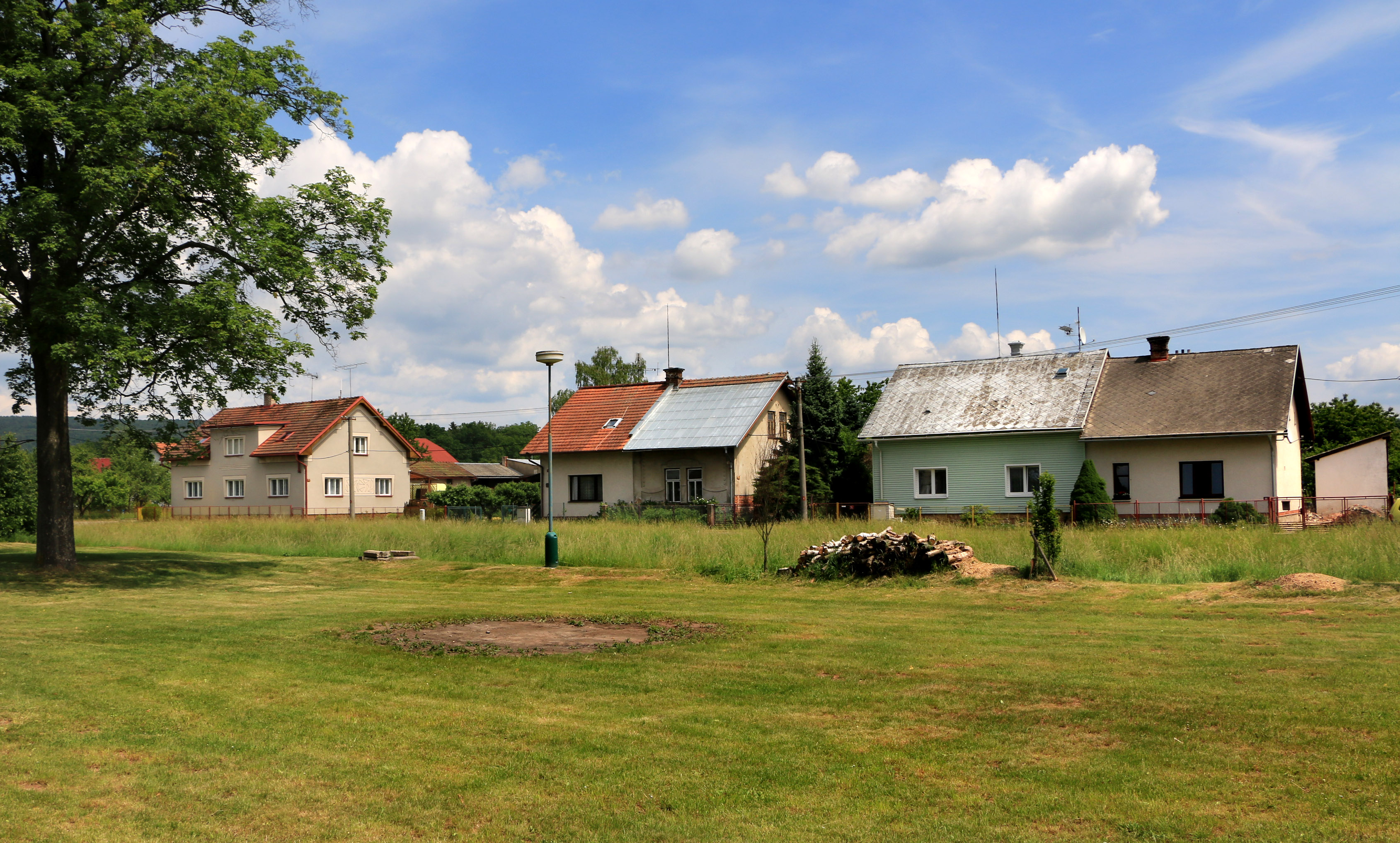
Domky u říčky Javorky